# Rosa María Seoane López
Rosa María Seoane López (1972) és una advocada espanyola que ha tingut diverses responsabilitats a l'administració espanyola. El desembre de 2018 va ser nomenada coordinadora de l'acusació en el Judici al procés independentista català. Des de l'estiu de 2023 treballa al Despatx Gonzálex Franco, liderat per José Ángel González Franco.

## Trajectòria
Llicenciada en Dret per la Universitat Complutense de Madrid, ha fet la seva carrera a l'Advocacia de l'Estat. Entre el 2000 i el 2003 va ser advocada de l'Estat d'Osca i del 2003 al 2005 va coordinar l'Advocacia de l'Estat de la Comunitat de Madrid. Del 2012 al 2015 va treballar a l'Agència Estatal de l'Administració Tributària com a subdirectora General d'Assumptes Consultius i Contenciosos del Servei Jurídic. També ha estat coordinadora de convenis d'assistència jurídica amb Acuamed i la Comissió Nacional de l'Energia.
Seoane ha tingut diversos càrrecs a l'Advocacia de l'Estat. Va ser responsable d'aquest organisme a la Comunitat de Madrid entre el 2015 i el 2017 i també va representar la institució a l'Audiència Nacional. Va ser subdirectora general d'assumptes consultius i contenciosos del servei jurídic de l'Agència Estatal de l'Administració Tributària, des d'on es persegueixen la majoria dels delictes contra Hisenda. Des de l'arribada de Pedro Sánchez al govern espanyol i fins al desembre de 2018 va ser secretària general d'Adif.
El desembre de 2018 la directora de servei jurídic de l'estat, Consuelo Castro, va substituir Edmundo Bal per Rosa Maria Seoane, que en aquell moment era secretària general d'Adif, com a representant per la causa del procés. La substitució es va fer després que Bal expressés la seva disconformitat en acusar als ex responsables del Govern de sedició, i la seva voluntat en acusar-los de rebel·lió, que comporta més anys de presó.